# Козырев, Александр Сергеевич
Алекса́ндр Серге́евич Ко́зырев (род. 26 августа 1986, Москва) — российский кёрлингист и тренер по кёрлингу.
В составе мужской сборной России участник зимних Олимпийских играх 2014 года (заняли седьмое место).
В качестве тренера мужской сборной России участник зимних Олимпийских играх 2022 года (заняли восьмое место).

## Биография
Окончил Московский авиационный институт и Московскую государственную академию физической культуры.

## Достижения
- Чемпионат России по кёрлингу среди мужчин: золото (2010, 2012, 2017), серебро (2019, 2020).[4]
- Кубок России по кёрлингу среди мужчин: золото (2010), серебро (2009).
- Чемпионат России по кёрлингу среди смешанных команд: серебро (2016), бронза (2008 ?).
- Кубок России по кёрлингу среди смешанных команд: серебро (2008), бронза (2009).
- Европейский молодёжный вызов: бронза в 2008 году в Праге (Чехия).

## Результаты как тренера национальных сборных
| Год  | Турнир                                       | Сборная          | Место |
| ---- | -------------------------------------------- | ---------------- | ----- |
| 2016 | Чемпионат Европы по кёрлингу 2016            | Россия (мужчины) | 4     |
| 2017 | Зимняя Универсиада 2017                      | Россия (мужчины) | 8     |
| 2017 | Чемпионат мира по кёрлингу среди мужчин 2017 | Россия (мужчины) | 12    |
| 2017 | Чемпионат Европы по кёрлингу 2017            | Россия (мужчины) | 6     |
| 2018 | Чемпионат мира по кёрлингу среди мужчин 2018 | Россия (мужчины) | 9     |
| 2018 | Чемпионат Европы по кёрлингу 2018            | Россия (мужчины) | 7     |
| 2019 | Чемпионат мира по кёрлингу среди мужчин 2019 | Россия (мужчины) | 9     |
| 2019 | Чемпионат Европы по кёрлингу 2019            | Россия (мужчины) | 9     |
| 2021 | Чемпионат мира по кёрлингу среди мужчин 2021 | Россия (мужчины) | 4     |
| 2021 | Чемпионат Европы по кёрлингу 2021            | Россия (мужчины) | 12    |
| 2022 | Зимние Олимпийские игры 2022                 | Россия (мужчины) | 8     |